# Stàroie Tarbéievo
Stàroie Tarbéievo (en rus: Старое Тарбеево) és un poble de l'óblast de Tambov, a Rússia, segons el cens del 2010 tenia 571 habitants.